# Dörphof
Dörphof (dänisch: Dørphof und auch Thorpe) ist eine Gemeinde im Kreis Rendsburg-Eckernförde in Schleswig-Holstein.

## Geografie

### Geografische Lage
Das Gemeindegebiet von Dörphof erstreckt sich im Bereich der naturräumlichen Haupteinheit Schwansen, Dänischer Wohld auf der erstgenannten Halbinsel nahe der Schleimündung und auf etwa 1,2 km im Süden vom Schwansener See direkt am Ufer der Ostsee. Im Gemeindegebiet befindet sich das Waldgebiet Jägermaaß (Jægermade).

### Gemeindegliederung
Neben dem Dorf gleichen Namens befinden sich auch die Dorflagen von Schuby (dänisch Skovby) und Karlberg (dänisch Karlbjerg), die Gutssiedlung Grüntal (dänisch Grøndal), die Höfesiedlungen Alt Dörphof, Pferdekoppel und Schubyfeld (dänisch Skovbymark), die Häusergruppen Karlbergfeld (dänisch Karlbjerg Mark), Krim und Osterschau (dänisch Østerskov), Rohrüh (dänisch Rorye), Schubymühle (dänisch Skovbymølle), Schubystrand (dänisch Skovbystrand) und Schwonendahl (dänisch Svandal) als weitere Wohnplätze im Gemeindegebiet.

### Nachbargemeinden
Direkt angrenzende Gemeindegebiete von Dörphof sind:
| Winnemark | Karby                                       | Brodersby |
|           | Kompassrose, die auf Nachbargemeinden zeigt |           |
| Thumby    | Damp                                        |           |

## Geschichte

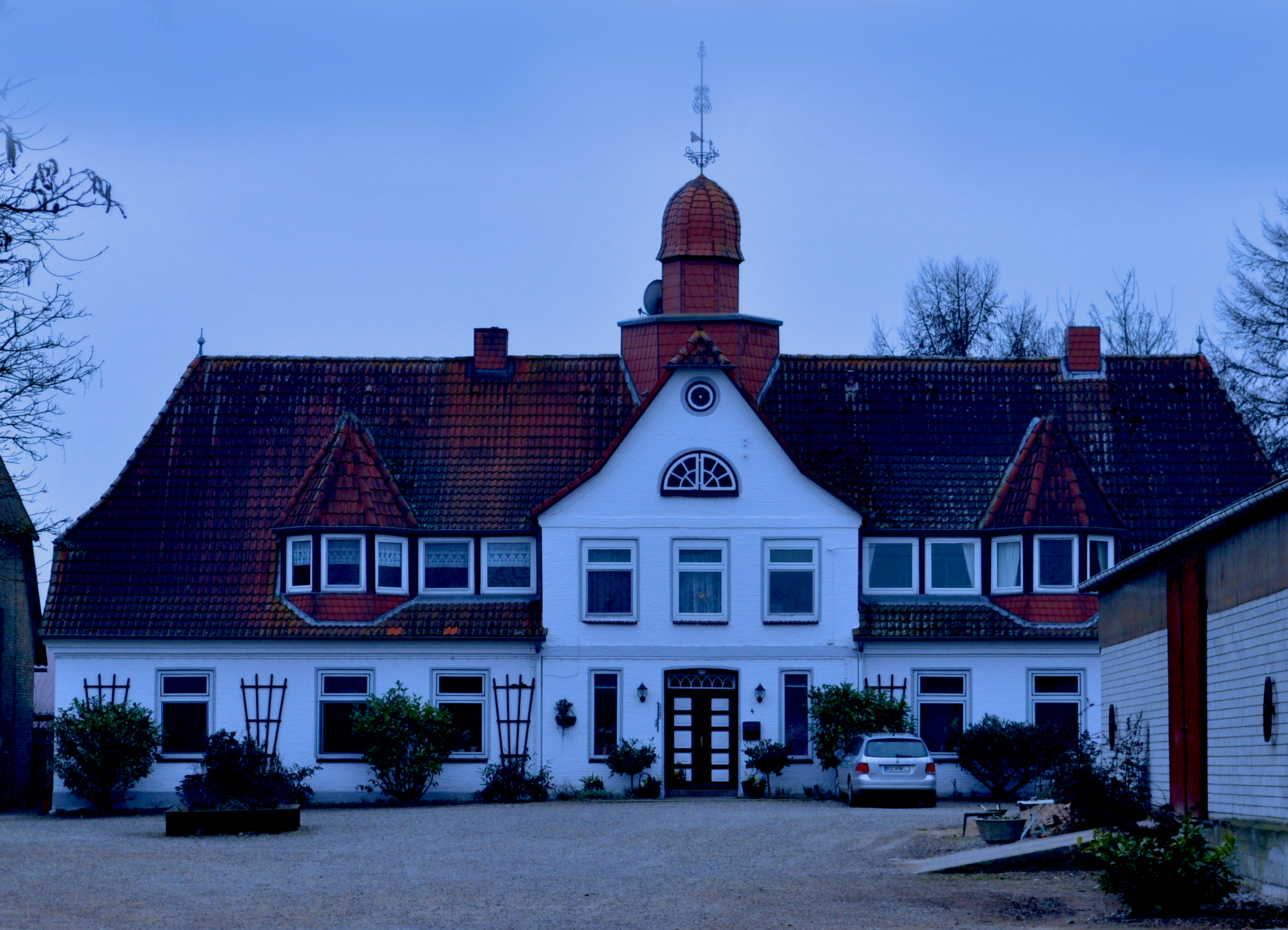
Gutshaus Schwonendahl (2012)

Der Ort wurde 1352 erstmals als Dorpe (Dorf) erwähnt. Heute heißt der Ort wie das wiederum nach dem Dorf benannte Gut Dörphof, demnach etwa Dorf am Hof am Dorf. Auf ähnlich pleonastische Weise leitet sich der Name des Schwansener (= Schwanensee) See als Schwanensee-See her.
Dörphof war zunächst ein adeliges Gut des Bistums Schleswig. Seit dem 16. Jahrhundert lag es in wechselnden Händen; u. a. denen von der Wisch, Wonsfleth und Wensin, von 1723 bis 1772 gehörte es den Freiherrn von Reventlow und 1791 den von Ahlefeldts. 1858 kam es schließlich an den adeligen Convent des Klosters Preetz.
Gut Schwonendahl, ursprünglich ein Meierhof des Gutes Dörphof, gehörte vom 19. bis Anfang des 20. Jahrhunderts einem Zweig der Hamburger Kaufmannsfamilie Jauch.
Die Gemeinde war von 1948 bis 1969 Teil des Amtes Nordschwansen mit Amtssitz in Karby, gehörte dann zum Amt Schwansen, das wiederum am 1. Januar 2008 im Amt Schlei-Ostsee aufging.

## Politik

### Gemeindevertretung
Bei der Kommunalwahl am 14. Mai 2023 wurden insgesamt neun Sitze vergeben. Die CDU erhielt fünf Sitze, die Bürger für Dörphof erhielten drei Sitze und die SPD erhielt einen Sitz.

### Bürgermeister
Bürgermeister war vom 3. Mai 2016 bis zum 8. Juni 2020 Frank Göbel von der CDU, seit 9. Juli 2020 ist dies Volker Starck, ebenfalls CDU.

### Wappen
Blasonierung: „Von Rot und Blau durch einen breiten silbernen Wellenbalken leicht gesenkt geteilt. Oben drei fächerförmig gestellte goldene Ähren, unten ein rot bewehrter, silberner Schwan.“

## Wirtschaft und Verkehr
Neben der Landwirtschaft ist der Tourismus eine wichtige Einnahmequelle.
Durch das Gemeindegebiet von Dörphof führt im motorisierten Individualverkehr die Schwansenstraße (B 203) im Abschnitt zwischen Kappeln nach Eckernförde.

## Persönlichkeiten
- Hermann Klingenberg (1908–1982), in Schwonendahl geborener Politiker, Mitglied des Landtags von Schleswig-Holstein.